# Фасулас, Панайотис
Панайо́тис Фасу́лас (греч. Παναγιώτης Φασούλας) — политик, ветеран спорта и мэр города Пирей (2007—2011). Он выступал на позиции центровой в баскетболе. Был игроком сборной Греции по баскетболу. Панайотис Фасулас был выбран на драфте НБА 1986 года под 37-м номером.

## Биография
Родился в семье офицера, выходца из западномакедонского нома Гревена.
Учился менеджменту и баскетболу в США (Северная Каролина), окончил геологический факультет Салоникского университета имени Аристотеля.
Его спортивная деятельность началась в 15 лет, поскольку он был очень высок для своего возраста. Фасулас достиг роста 2,13 м.
В Салоникской команде ПАОК он играл с 1979 по 1993 год, за исключением периода 1985-86 годов, когда он играл за Университет Северной Каролины, а затем продолжил свою карьеру в Олимпиакосе с 1993 по 1999 год. В 1986 году был выбран номером 37 в драфте NBA.
Фасулас был одним из лучших баскетболистов Греции и одним из лучших центровых Европы. За сборную Греции он играл 17 лет и был одним из основных её игроков в 1987 году, когда сборная Греции стала чемпионом Европы.
С 1978 по 1982 год был членом Коммунистической молодежи Греции. Фасулас вёл также активную профсоюзную деятельность в спорте и был 10 лет председателем Союза баскетболистов.
На парламентских выборах 2000 года был избран депутатом от Пирея с социалистической партией ПАСОК. На муниципальных выборах 2006 года был избран мэром города Пирей.

## Достижения

### Клубные трофеи
- Пятикратный чемпион Греции
  - с командой ПАОК: 1992
  - с командой Олимпиакос: 1994, 1995, 1996, 1997
- Трёхкратный обладатель Кубка Греции
  - с командой ПАОК 1984
  - с командой Олимпиакос: 1994, 1997
- Обладатель Кубка Кубков Европы: 1991
- Чемпион Евролиги : 1997

### Индивидуальные достижения
- Лидер чемпионата Греции по количеству блок-шотов (465) за всю историю
- Первая сборная чемпионата Европы 1987
- MVP чемпионата Греции 1994, 1995
- В 2016 году был включен в зал славы FIBA

### В составе сборной Греции
- Чемпион Европы по баскетболу 1987 —
- Серебряный призёр чемпионата Европы по баскетболу 1989 —
- Участвовал в 243 играх
- Набрал 2389 очков